# Slezské kamenolomy
Slezské kamenolomy a.s. jsou česká firma zabývající se těžbou a zpracováním přírodního kamene. Společnost vlastní 7 lomů. Těží a zpracovává světlou slezskou žulu, tmavý a fládrovaný lipovský mramor, světlý supíkovický mramor a těšínský pískovec. Suroviny vytěžené ve vlastních lomech se zpracovávají ve výrobním závodě v Mikulovicích, který je vybaven nejmodernějšími stroji na manipulaci, řezání, štípání a povrchovou úpravu kamene. 

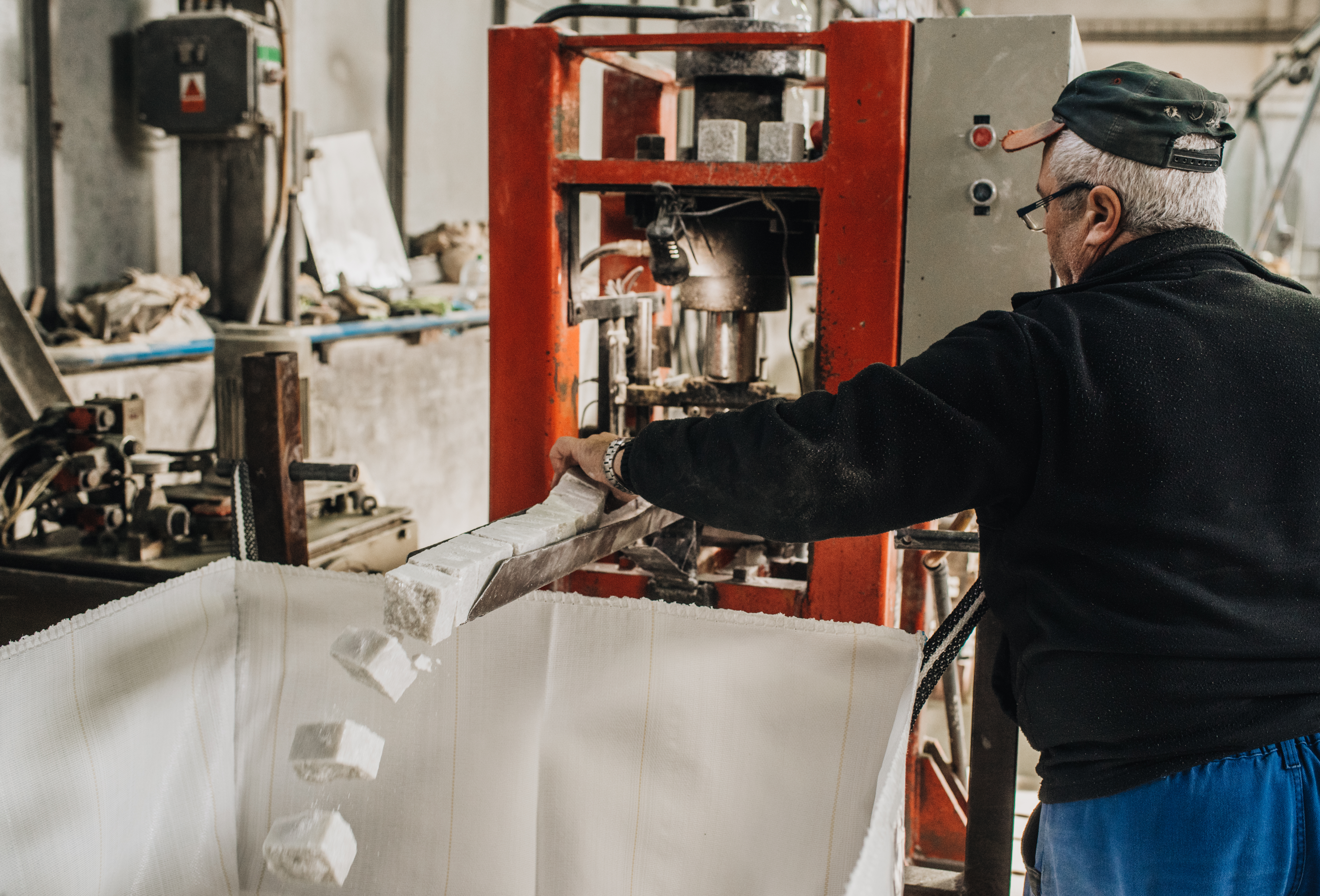
Zpracování kamene v Mikulovicích

## Současnost těžby
Pro region má kamenictví velký význam i v současné době. O zachování tradice a rozvoj kamenické výroby v regionu dnes a denně usiluje i společnost Slezské kamenolomy a.s., která je jednou z největších těžařských společností v zemi a největším zaměstnavatelem v regionu.
Slezský kámen Jeseník a.s. se dostal v roce 2014 do konkurzu. Problémy měla společnost už v roce 2002, ale restrukturalizace krach na jistou dobu odvrátila. Nakonec její majetek koupila firma Slezské kamenolomy z Klimkovic na Ostravsku. Celou dobu se výroba nezastavila.

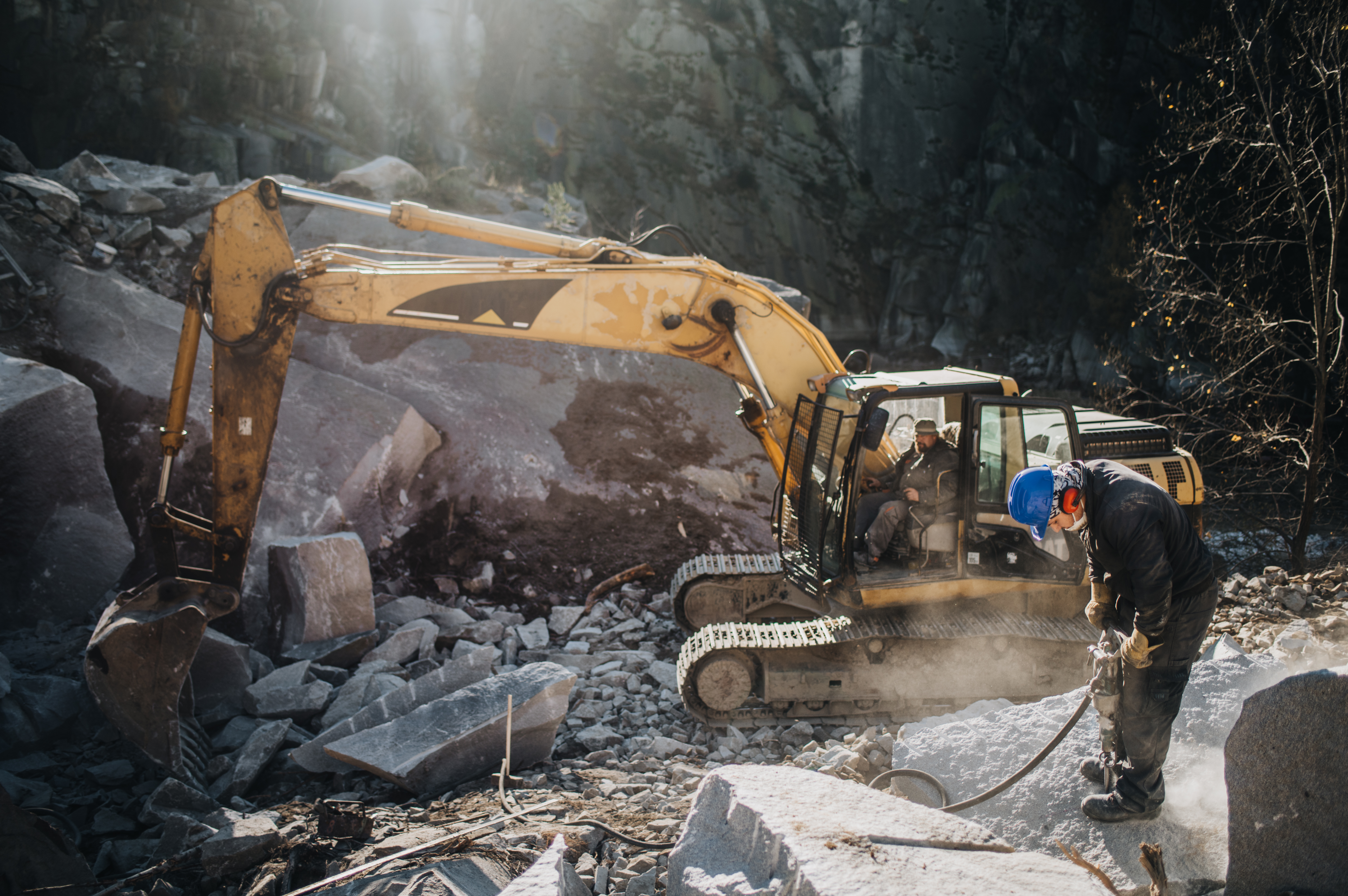
Těžba kamene na Jesenicku

Nejznámějšími produkty jsou unikátní supíkovický mramor a lipovský mramor, které se používají v pražské mozaice, supíkovické mozaice a lipovské mozaice. Dále byly použity na obklady metra nebo ve Vladislavském sále Pražského hradu.
V současné době[kdy?] společnost těží v 7 lomech:

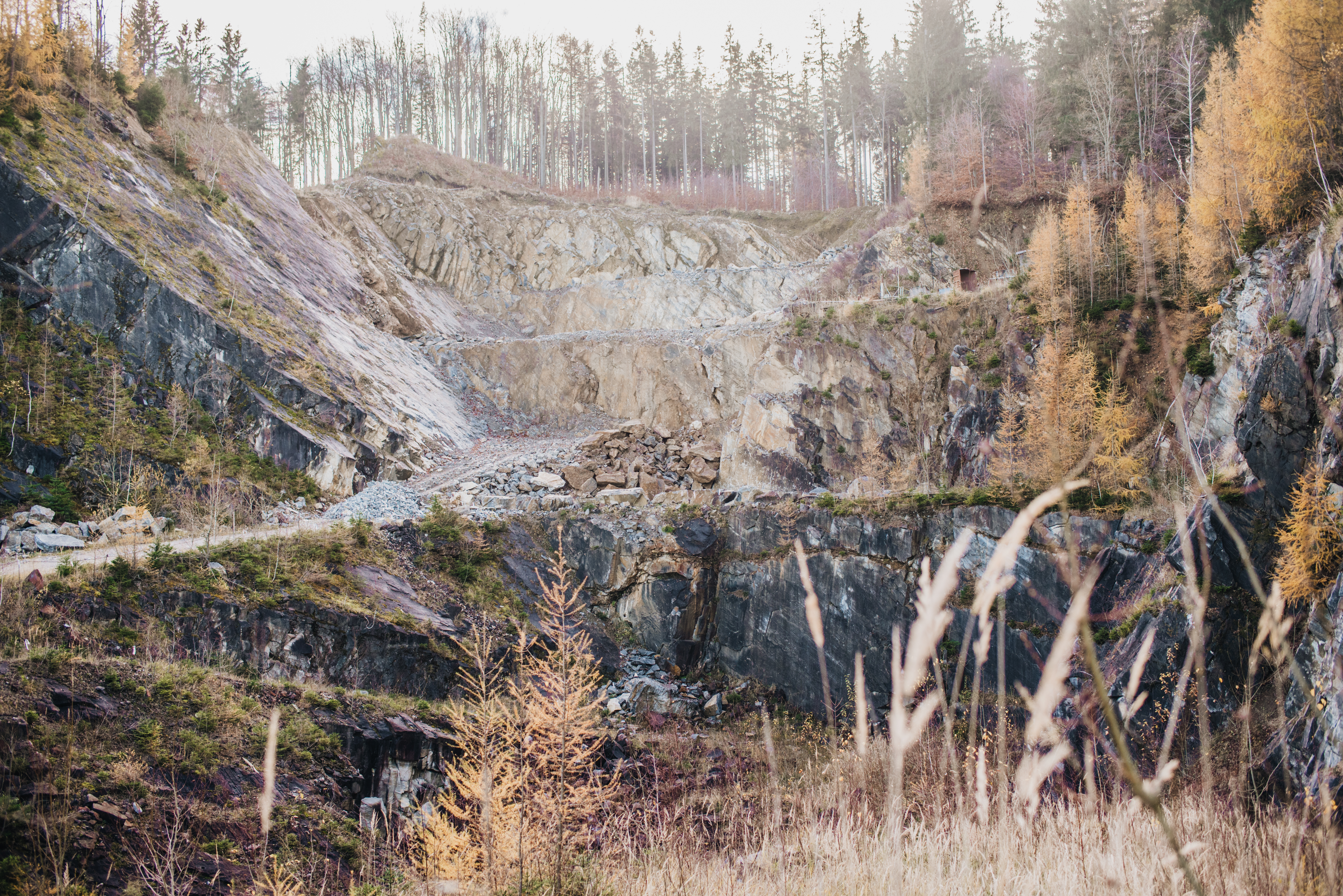
Lom na Jesenicku

- Lom Řeka
- Lom Petrov v Žulové
- Lom Huttung v Žulové
- Lom Supíkovice
- Lom Horní Lipová
- Lom Zelená hora ve Vápenné
- Lom Černá voda (Nový lom)

## Mramor
Nejznámější těžený kámen je mramor. Unikátní světlý supíkovický mramor a tmavý lipovský mramor jsou známé po celé ČR. Jsou součástí pražské mozaiky, kde jsou spolu v černobílých nebo černo-fialovo-bílých vzorech. Samostatně se nachází v jednobarevné světlé supíkovické mozaice a jednobarevné tmavé lipovské mozaice. Na obkladech stanic metra Muzeum nebo Vyšehrad je použitý tmavý, pruhovaný nebo skvrnitý lipovský mramor.

## Mozaika

### Pražská mozaika
Je to mozaiková dlažba z mramorových krychlí. Je typická pro pražské chodníky, silnice a náměstí, podle kterých byla pojmenovaná. Tato dlažba vznikala v Praze především v 19. století. Má různé vzory. Tvoří ji tři základní barvy – bílá, černá a fialová. Bílá je právě ze supíkovického mramoru, černá z lipovského. Tyto dva druhy mramoru tvoří 90 % materiálu ve všech vzorech pražské mozaiky. Kamenné krychle mají rozměry 6×6×4 cm, jsou ze 4 stran řezané, pochozí a spodní strana je štípaná. Největší plocha, kterou v Praze pokrývá, je Václavské náměstí.

### Supíkovická mozaika
Supíkovická mozaika je unikátní dlažba, která se nachází na chodnících, silnicích a náměstích. Na rozdíl od pražské mozaiky obsahuje pouze světlý supíkovický mramor. Supíkovický mramor je známý pro svoji vysokou tvrdost, která umožňuje jeho použití právě v dlažbě a mozaikách. Jeho světlá barva je celou škálou barev od světle šedé přes šedobílou až po bílou s pruhy nebo šmouhami. Kamenné krychle mají rozměry 6x6x4 cm, jsou ze 4 stran řezané, pochozí a spodní strana je štípaná.

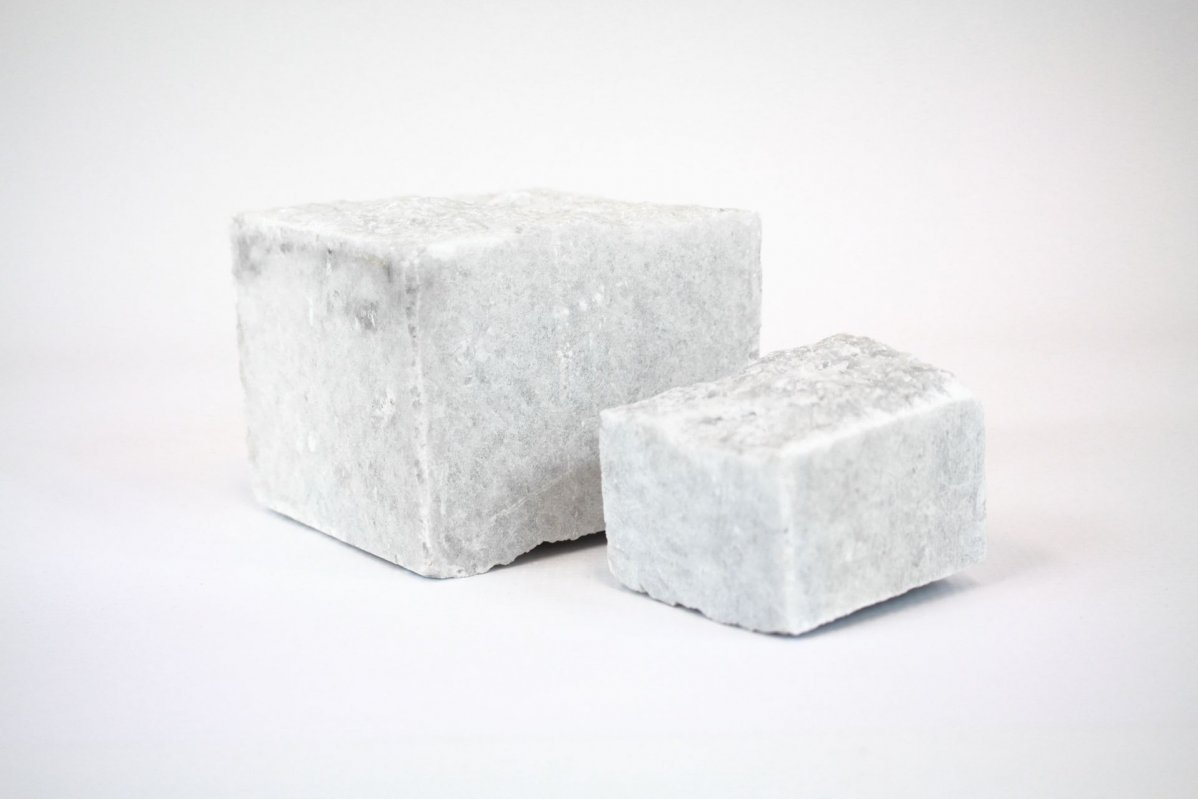
Světlý mramor pro supíkovickou mozaiku

### Lipovská mozaika
Lipovská mozaika je dlažba, která obsahuje pouze tmavý lipovský mramor. kde se těží. Na rozdíl od pražské mozaiky, kde se střídají dva až tří kameny včetně lipovského mramoru, je tato mozaika opravdu tvořena jediným mramorem. Tento kámen je charakteristický tmavě šedou barvou s namodralým odstínem. Často se střídají tmavší a světlejší plochy (je to tzv. fládrovaný mramor), které tvoří zajímavou kresbu. Kamenné krychle mají rozměry 6x6x4 cm, jsou ze 4 stran řezané, pochozí a spodní strana je štípaná.
Lipovská mozaika se podobně jako supíkovická mozaika používá na chodnících, silnicích a náměstích po celé zemi.

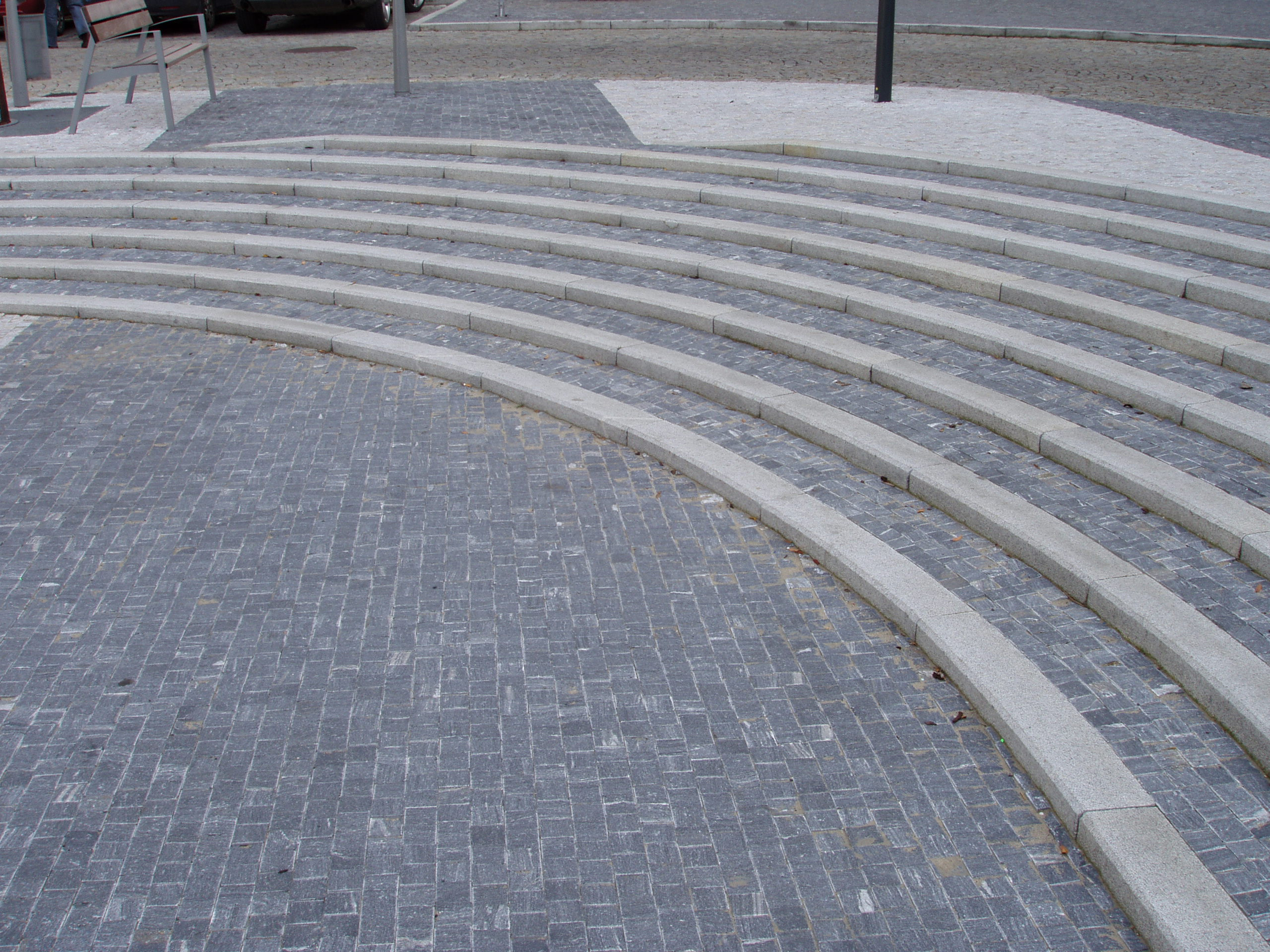
Tmavá lipovská mozaika